# Saint-Michel-de-la-Roë
 Saint-Michel-de-la-Roë  es una población y comuna francesa, en la región de Países del Loira, departamento de Mayenne, en el distrito de Château-Gontier y cantón de Saint-Aignan-sur-Roë.

## Demografía
| 457 | 438 | 317 | 281 | 230 | 210 |
| Para los censos de 1962 a 1999 la población legal corresponde a la población sin duplicidades (Fuente: INSEE [Consultar]) |     |     |     |     |     |